# Сервера-дель-Льяно
Сервера-дель-Льяно (ісп. Cervera del Llano) — муніципалітет в Іспанії, у складі автономної спільноти Кастилія-Ла-Манча, у провінції Куенка. Населення — 271 особа (2010).
Муніципалітет розташований на відстані близько 130 км на південний схід від Мадрида, 40 км на південний захід від Куенки.

## Демографія
Динаміка населення (INE ):